# Orthacris maindroni
Orthacris maindroni är en insektsart som beskrevs av Bolívar, I. 1905. Orthacris maindroni ingår i släktet Orthacris och familjen Pyrgomorphidae. Inga underarter finns listade i Catalogue of Life.